# Mark Donohue
Mark Neary Donohue, Jr. (ur. 18 marca 1937 w Summit, New Jersey, zm. 19 sierpnia 1975 w Grazu) – amerykański kierowca wyścigowy. Sam przygotowywał swój samochód do wyścigu.

## Początki
Mark Donohue ukończył studia w 1959 ze stopniem licencjata w budowie maszyn i rozpoczął ściganie w wieku 22 lat w swoim Chevrolecie Corvette z 1957 roku.
Podczas ścigania się w zawodach SCCA poznał doświadczonego kierowcę Walta Hansgena, który dostrzegł w nim nieprzeciętny talent. W 1965 roku wystartowali razem w wyścigu 12 godzin Sebring zajmując w nim 11. miejsce.
Dzięki Hansgenowi wieści o młodym utalentowanym kierowcy dotarły do sportowego zespołu Forda, który podpisał z nim kontrakt. W 1966 roku wystartował razem z Paulem Hawkinsem w wyścigu 24 godziny Le Mans Fordem GT40, ale zajął odległe 51. miejsce. Rok później Ford przygotował nową wersję GT40 i Donohue wystartował w nim razem z utytułowanym Bruce’em McLarenem. Wspólnie wywalczyli czwarte miejsce w wyścigu.
Po sezonie 1966 podpisał kontrakt z Rogerem Penske na starty w United States Road Racing Championship i Can-Am Series. W 1967 roku wygrał 6 z 8 wyścigów i zdobył tytuł mistrza USRRC. Powtórzył to w następnym sezonie, choć już nie zdominował go tak jak poprzedni.
Za kierownicą Chevroleta Camaro został mistrzem serii Trans-Am w 1968 i 1969 roku. W 1968 wygrał 10 z 13 wyścigów co aż do 1997 roku było niepobitym rekordem. Kolejny tytuł mistrzowski dołożył w 1971 roku za kierownicą AMC Javelin.

## Indianapolis 500
W 1969 roku Penske i Donohue pierwszy raz wystartowali w wyścigu Indianapolis 500, w którym Donohue zajął 7. miejsce, zdobywając jednocześnie tytuł najlepszego nowicjusza. W kolejnych latach systematycznie startował w słynnym wyścigu wygrywając go ostatecznie w 1972 roku. Było to jednocześnie pierwsze z wielu zwycięstw na tym torze dla zespołu Penske Racing.

## NASCAR
W 1973 roku Donohue próbował szczęścia w serii NASCAR. Jadąc samochodem AMC Matador wygrał inaugurujący sezon 500-milowy wyścig drogowy w Riverside. Także to zwycięstwo było pierwszym w tej serii dla zespołu Penske Racing.

## Formuła 1

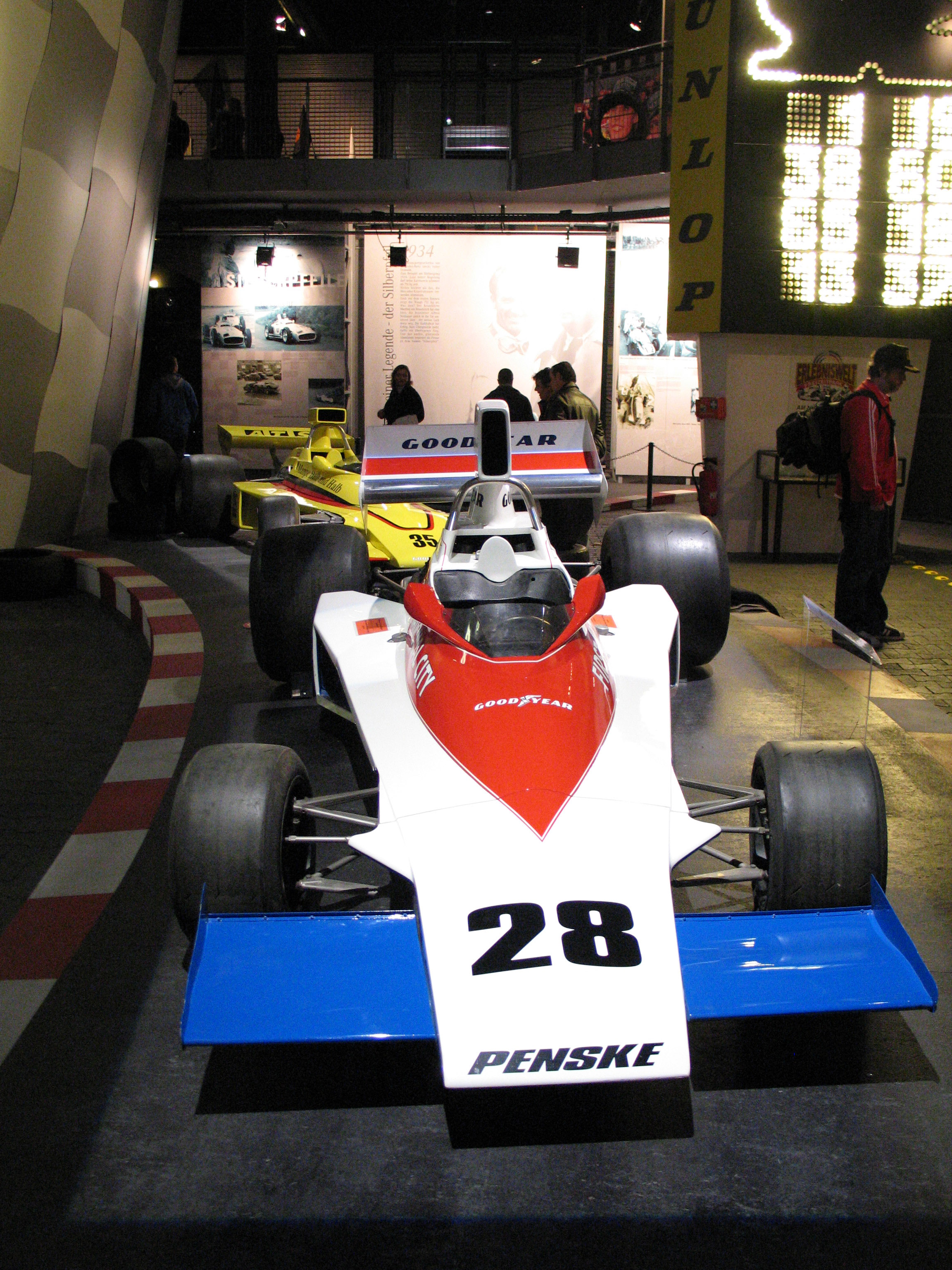
Penske PC1 którym Mark Donohue ścigał się w 1975 roku

W 1971 roku wystartował w swoim pierwszym wyścigu Formuły 1 – Grand Prix Kanady, od razu zajmując w nim trzecie miejsce. Miał wystartować również w Grand Prix Stanów Zjednoczonych, jednakże z powodu kolizji terminów z wyścigiem serii USAC (który został przełożony na ten sam termin z powodu deszczu) tylko zakwalifikował się do wyścigu ale w nim nie wystartował.
W 1973 roku po zdobyciu mistrzostwa w serii Can-Am Donohue postanowił zakończyć sportową karierę. Jednakże namawiany przez Rogera Penske powrócił do ścigania już pod koniec 1974 roku w jego zespole startującym w Formule 1. W Grand Prix Kanady zajął 12. miejsce a wyścigu w USA nie ukończył.
Sezon 1975 miał być jego pierwszym pełnym w F1. Był to jednak bardzo trudny sezon dla kierowcy jak i dla zespołu. Donohue zdołał dojechać na piątym miejscu w wyścigach w Szwecji i Wielkiej Brytanii. Głównym problemem były kłopoty z nadwoziem Penske PC1, przez które trzykrotnie Mark nie ukończył wyścigu w pierwszej części sezonu.

### Wypadek
W połowie sezonu 1975 zespół Penske opuścił kłopotliwego PC1 i zaczął używać nadwozia March 751. Nadszedł 12. wyścig sezonu – Grand Prix Austrii, rozegrane 17 sierpnia na torze Österreichring. Bolid nie zawodził więc Donohue radził sobie dość dobrze i zakwalifikował się do głównego wyścigu na 20. pozycji. W ostatniej sobotniej sesji testowej z powodu uszkodzonej opony Mark stracił panowanie nad pojazdem i wypadł z toru na szybkim zakręcie uderzając w słup podtrzymujący reklamę. Uderzenie było na tyle silne, że bolid rozleciał się. Rumowisko spadło na stojącego niedaleko marshala, w wyniku czego poniósł śmierć na miejscu, ale sam Donohue wyszedł cało z wypadku i nie wyglądał na poważnie kontuzjowanego. Z wraku wydostał się o własnych siłach i nawet był w stanie stać na nogach. Narzekał jedynie na ból głowy. Następnego dnia bóle głowy pogorszyły się i Donohue udał się do szpitala, gdzie zatrzymano go na obserwację. Wkrótce po tym zapadł w śpiączkę i 19 sierpnia zmarł z powodu krwotoku wewnętrznego mózgu. Najprawdopodobniej Mark uderzył głową o niezabezpieczony słup i to było główną przyczyną jego śmierci.

## Pamięć o Mistrzu
Pomimo upływu wielu lat kibice nadal pamiętają o Marku Donohue. W Internecie można znaleźć mnóstwo stron poświęconych jego pamięci. W 1990 roku został wpisany na listę International Motorsports Hall of Fame. Dla wielu jest ideałem mistrza. Od zera dzięki swoim talentom i ciężkiej pracy wspiął się na niemal szczyt i gdyby nie przedwczesna śmierć zdobyłby jeszcze więcej tytułów. Dlatego starzy kibice wyścigów jak i młodzi fani sportów motorowych uznają Marka Donohue za swojego idola.

## Starty w Formule 1
| Sezon | Zespół | Konstruktor     | Zgł. | PKT | P. | P1 | P2 | P3 | Punkt. | PP | NO | NS | DK | NZ |
| --- | --- | --------------- | ---- | --- | -- | -- | -- | -- | ------ | -- | -- | -- | -- | -- |
| 1975 | Podsumowanie |                 | 11   | 4   | 15 | -  | -  | -  | 2      | -  | -  | 5  | -  | -  |
| | Penske Cars | Penske PC1-Ford | 9    | 2   |    | -  | -  | -  | 1      | -  | -  | 4  | -  | -  |
| | Penske Cars | March 751-Ford  | 2    | 2   |    | -  | -  | -  | 1      | -  | -  | 1  | -  | -  |
| 1974 | Penske Cars | Penske PC1-Ford | 2    | -   | 36 | -  | -  | -  | -      | -  | -  | 1  | -  | -  |
| 1971 | Penske/McLaren | McLaren-Ford    | 1    | 4   | 16 | -  | -  | 1  | 1      | -  | -  | -  | -  | -  |
| Razem | 2 | 3               | 14   | 8   | -  | -  | -  | 1  | 3      | -  | -  | 6  | -  | -  |
| Sezon | Zespół | Konstruktor     | Zgł. | PKT | P. | P1 | P2 | P3 | Punkt. | PP | NO | NS | DK | NZ |
| \| Legenda \| Legenda \| \| ------------------------------------------ \| ------------------------------------------------------------------------------------------------------------------------------------------------------------------------------------------------------------------------------------------------------------------------------------------------------------------------------------------------------------------------------------------------------------------------------ \| \| Zgł. PKT P. P1 P2 P3 Punkt. PP NO NS DK NZ \| Liczba zgłoszeń do wyścigów Liczba zdobytych punktów Pozycja zajęta w klasyfikacji generalnej Liczba zwycięstw Liczba drugich miejsc Liczba trzecich miejsc Wyścigi, w których kierowca punktował Liczba zdobytych pole position Liczba zdobytych najszybszych okrążeń Wyścigi, w których kierowca był niesklasyfikowany Wyścigi, w których kierowca był zdyskwalifikowany Wyścigi, do których kierowca się nie zakwalifikował \| | |                 |      |     |    |    |    |    |        |    |    |    |    |    |
| Legenda | |                 |      |     |    |    |    |    |        |    |    |    |    |    |
| Zgł. PKT P. P1 P2 P3 Punkt. PP NO NS DK NZ | Liczba zgłoszeń do wyścigów Liczba zdobytych punktów Pozycja zajęta w klasyfikacji generalnej Liczba zwycięstw Liczba drugich miejsc Liczba trzecich miejsc Wyścigi, w których kierowca punktował Liczba zdobytych pole position Liczba zdobytych najszybszych okrążeń Wyścigi, w których kierowca był niesklasyfikowany Wyścigi, w których kierowca był zdyskwalifikowany Wyścigi, do których kierowca się nie zakwalifikował |                 |      |     |    |    |    |    |        |    |    |    |    |    |

## Starty w Indianapolis 500
| Rok  | Nadwozie | Silnik      | Start | Wynik | Uwagi                            |
| ---- | -------- | ----------- | ----- | ----- | -------------------------------- |
| 1969 | Lola     | Offenhauser | 4     | 7     |                                  |
| 1970 | Lola     | Ford        | 5     | 2     |                                  |
| 1971 | McLaren  | Offenhauser | 2     | 25    | Awaria skrzyni biegów            |
| 1972 | McLaren  | Offenhauser | 3     | 1     |                                  |
| 1973 | Eagle    | Offenhauser | 3     | 15    | Awaria tłoków cylindra w silniku |